# Prawo Charles’a
Prawo Charles’a (Charles’a prawo objętości) – termodynamiczne równanie stanu gazu.
Treść prawa:
Ciśnienie gazu {\displaystyle p} w stałej objętości zwiększa się o stały ułamek ciśnienia tego gazu zmierzonego w temperaturze 0 °C przy wzroście temperatury o 1 °C:
{\displaystyle p=p_{0}\left(1+{\frac {t}{273}}\right)}
lub
{\displaystyle p\sim T,}
gdzie:
{\displaystyle p} – ciśnienie gazu,
{\displaystyle p_{0}} – ciśnienie gazu w temperaturze 0 °C,
{\displaystyle T} – temperatura bezwzględna,
{\displaystyle t/{}^{\circ }{\textrm {C}}=T/{\textrm {K}}-273,15}  – temperatura w skali Celsjusza.
Prawo to zostało sformułowane przez francuskiego fizyka Jacques’a Charles’a. Podobne prawo dla objętości gazu jest efektem doświadczeń zapoczątkowanych przez Charles’a w 1787 r., sformułowane zostało prawidłowo w 1802 r. przez Josepha Gay-Lussaca i jest obecnie znane jako prawo Gay-Lussaca.
Prawo Charles’a było wykorzystane wraz z innymi prawami gazowymi do sformułowania najbardziej ogólnego równania stanu gazu doskonałego, zwanego równaniem Clapeyrona. Z równania Clapeyrona otrzymuje się od razu:
{\displaystyle p={\frac {n}{V}}RT,}
{\displaystyle p=(c_{n}R)T,}
gdzie:
{\displaystyle n} – ilość moli gazu (liczność),
{\displaystyle V} – objętość,
{\displaystyle R} – stała gazowa,
{\displaystyle c_{n}=n/V} – koncentracja molowa gazu.
Prawo Charles’a jest spełniane w pełni jedynie przez gaz doskonały, natomiast przez gazy rzeczywiste jedynie w przybliżeniu. Dla dostatecznie niskich ciśnień jest spełniane nawet dla par cieczy.